# アルス・マグナ (カルダーノの著書)

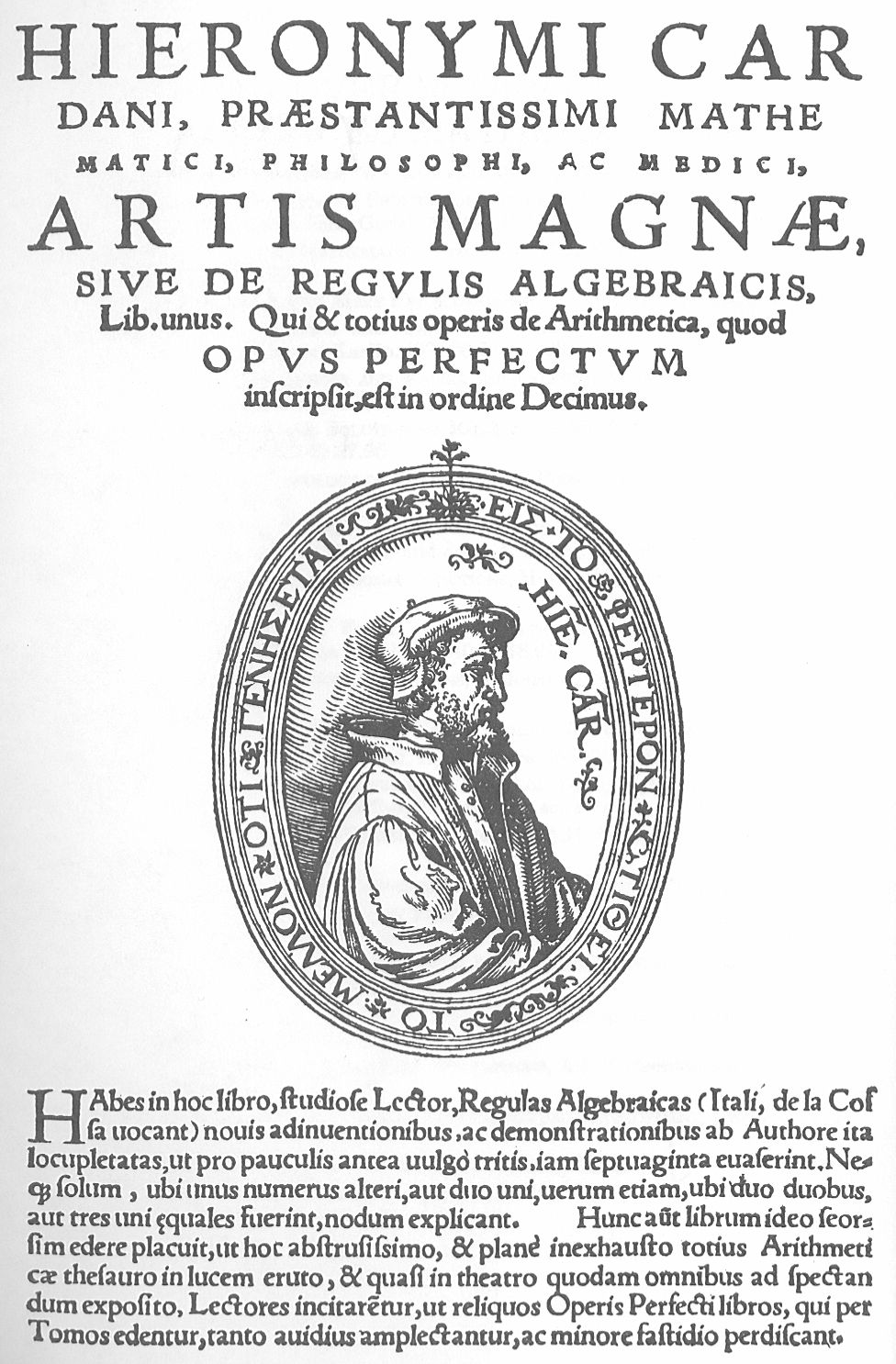
アルス・マグナの表紙。正式タイトルは Artis Magnæ, Sive de Regulis Algebraicis Liber Unus となっている。

「アルス・マグナ」（羅: Ars Magna、「偉大なる技術」の意）は、イタリア人のジェロラモ・カルダーノが著した代数学の歴史的な書物。1545年に『Artis Magnæ, Sive de Regulis Algebraicis Liber Unus』（英: Book number one about The Great Art または The Rules of Algebra）として初版が出され、カルダーノの存命中の1570年に第2版が出されている。コペルニクスの『De revolutionibus orbium coelestium、「天球の回転について」』、ヴェサリウスの『De humani corporis fabrica、「人体の構造」』と並び、初期ルネッサンスにおける3大科学書として挙げられることがある。これらの書はいずれも1543年から1545年のわずか2年の間に相次いで出版されている。

## 成立の逸話
16世紀のイタリアでは、代数方程式を解く、時に金銭を賭けた数学競技が流行していた。またその解法は当時の師弟関係の間で伝授される秘術であり、公開されることはなかった。
3次方程式の解法では、シピオーネ・デル・フェッロが研究の端緒を開けたとされているが、彼は業績を公表せず、弟子の何人かに伝授して亡くなっていた。弟子の1人であったアントニオ・マリア・フィオル(Antonio Maria Fior )は、師の解法を使って数学競技で連勝し富と名声を得ていた。そこに、ニコロ・フォンタナ・タルタリアという人物が独自に 3 次方程式の解法をみつけたという話を聞きつけた。1535年、3 次方程式 x3 + ax = b (ただし a,b > 0) の数学競技でフィオルはタルタリアに勝負を挑んだもののフェッロの解法では勝てず、勝ったタルタリアは一躍有名になった。彼はおそらく独学でこの解法の発見していたが、彼も解法について公表しなかった。
1539年、ミラノの Piatti Foundation の数学の講義で、最初の数学本『Pratica Arithmeticæ et mensurandi singularis』（英: The Practice of Arithmetic and Simple Mensuration、「算術と単純求積の実践」)を出版したカルダーノは、タルタリアの話を聞きつけ、同年タルタリアに彼の 3 次方程式の解法を懇願した。何度も断った末にタルタリアはしぶしぶ了承したが、カルダーノにはタルタリア自身が公表するまでは外に出さないと約束させられた。カルダーノはその後の数年間は、タルタリアの解法を元に自身でその他の型の3次方程式の解法を拡張することに没頭した。その頃タルタリアの弟子であったルドヴィコ・フェラーリは 4 次方程式の解法も発見していたが、しかしフェラーリの方法もタルタリアの 3 次方程式の公式を補助的に使っていたため公表できないでいた。
その後、カルダーノとフェラーリは、たまたまボローニャにいたフェッロの養子のアンニバレ・デラ・ナーヴェ(Annibale della Nave)に会うことができた。そこで彼らはタルタリア以前に解法について書かれたフェッロの論文を見てしまう。カルダーノはこのことを根拠にタルタリアとの約束に縛られずに公表できると確信した。
1545年、約束を違えて出版した事実を知ったタルタリアはカルダーノに激怒した。カルダーノは本書は自身の業績の内容だと反論したがタルタリアは聞き入れず、カルダーノに数学の公開試合を申し出た。カルダーノはこれを受け入れず、代わりに弟子のフェラーリとの試合が組まれたという。結果についてはフェラーリが大勝したとの説やフェラーリが遅刻して試合が無効になった説などがあり判然としない。
本書の出版はそれまで秘匿とされていた代数学の発展に重大な転換をもたらした。後にガリレオ・ガリレイは、この本を参考書に研究を進め、天文学の父と呼ばれるまでになった。

## 内容
本書は 3 次方程式と 4 次方程式の解法について最初に書かれたものであり、40 章にわたっている。カルダーノは本中で3次方程式の解法がタルタリアによってもたらされたことと、この公式はシピオーネにより発見されたことを認めている。彼はまた 4 次方程式の解法の発見はフェラーリによるものであることも認めている。
この時代、負の数の理解はまだ進んでおらず、例えば、3次方程式 x3 + ax = b を解くことは、x3 = ax + b を (with a,b > 0) という条件付きで解くこととは理解されていなかった。その代わりにカルダーノは、x3 + ax2 + bx + c = 0 という等式を 2 次の項のない 3 次方程式に削減する方法で説明した。しかしこれもさまざまなケースを考慮しなければならず、カルダーノは全部で 13 種の異なるタイプの 3 次方程式の研究を本書の XI 章から XXIII 章で持ちだしている。
アルス・マグナでは、初めての多重根の概念が章Iで登場する。最初の例はカルダーノの x3 = 12x + 16, での多重根をもつ多項方程式であり、-2 は 重根である。 
アルス・マグナは複素数を記述した最初の例でもある（XXXVII 章）。負の数の平方根を導いてしまう問題例として：
和が10に等しく、積が40に等しい2つの数を見つけよ。答えは 5 + √−15 と 5 − √−15 である。
と挙げた。虚数の概念がまだ確立しておらず、カルダーノはこの結果に物理的に意味は無いとして「sophistic（詭弁）」と呼んだが、「それでも我々は計算できる」と書き、積は正確に 40 になることを計算して数学的に正しいことを立証している。カルダーノはこの答えを「とらえどころのないくらいに役に立たない」と結んでいる。
これはカルダーノが 3 次方程式の解法に複素数を導入しているとするよくある誤解である。それは（現代の表記では）カルダーノの多項式の根の公式 x3 + px + q  は、
{\displaystyle {\sqrt[{3}]{-{\frac {q}{2}}+{\sqrt {{\frac {q^{2}}{4}}+{\frac {p^{3}}{27}}}}}}+{\sqrt[{3}]{-{\frac {q}{2}}-{\sqrt {{\frac {q^{2}}{4}}+{\frac {p^{3}}{27}}}}}},}
負の数の平方根はこの文脈中に自然に出てくるが、カルダーノが公式を適用したこの具体例の q2/4 + p3/27 は負になることはない。